# Högna Sigurðardóttir
Högna Sigurðardóttir (6 juillet 1929 aux îles Vestmann – 10 février 2017 à Reykjavik) est une architecte islandaise de premier plan. Elle est la première femme à concevoir une maison en Islande. Elle réalise l'essentiel de sa carrière professionnelle en France,.

## Biographie
Née le 6 juillet 1929 à Birtingaholt, un petit village de pêcheurs des îles Vestmann au sud de l'Islande, Högna Sigurðardóttir passe son enfance sur l'île d'Heimaey, dans l'archipel des Vestmann. Elle prend très tôt la décision de quitter la maison et d'étudier l'architecture à Paris où elle finira par établir un cabinet. 
En 1949, Högna Sigurðardóttir devient la première personne islandaise à étudier à l'École des Beaux-Arts de Paris. Elle y rencontre son futur mari, Gerhardt Anspach, un américain d'origine allemande, avec qui elle a deux filles : la réalisatrice Sólveig Anspach (1960-2015) et Thorunn Anspach. 
Peu de temps après avoir obtenu son diplôme en 1960, elle conçoit un immeuble résidentiel dans les îles Vestman, devenant ainsi la première femme à concevoir un bâtiment en Islande,. Elle n'est cependant pas la première femme islandaise à étudier l'architecture, ayant été précédée par Halldóra Briem (en),,. Elle se fait connaître très tôt en Islande, à la fois pour son style architectural audacieux et pour avoir brisé le plafond de verre dans un domaine à l'époque dominé par les hommes. Elle construit ensuite d'autres bâtiments résidentiels à Reykjavik et Kópavogur. Elle y installe des meubles de sa propre conception et y ajoute des jardins sur les toits afin de rappeler l'environnement naturel. Son appréciation fine du paysage et de la nature peut être observée en particulier dans le bâtiment résidentiel du Bakkaflöt 1 à Garðabær. Inspirée par les maisons traditionnelles islandaises en tourbe, Högna Sigurðardóttir utilise de manière créative des méthodes et des matériaux modernes en complément. En 2000, le bâtiment est choisi dans une revue internationale comme l'un des 100 bâtiments les plus remarquables du XXe siècle en Europe du Nord et centrale,. 
Depuis leur création, les réalisations d'Högna ont toujours été considérées comme très modernes et audacieuses,.

## Carrière

### Style
Le travail de Högna Sigurðardóttir est reconnu pour être audacieux et sans compromis. Considérée comme une architecte du brutalisme moderne, elle utilise principalement du béton brut dans ses créations. Des matériaux tels que la pierre naturelle, le bois et le cuir ont également été utilisés dans plusieurs de ses créations. Hogna Sigurdardottir puise aussi son inspiration dans l'architecture des anciennes fermes islandaises, elle prend en compte l'environnement naturel, les sensations des habitants. Son travail devient célèbre grâce à sa vision unifiée de la structure et de l'intérieur ; de plus, elle conçoit certains meubles dans le cadre de ses travaux. En hommage à ses racines islandaises, elle installe également des jardins sur les toits. 

### Projets
Högna Sigurðardóttir est reconnue pour sa fusion entre paysage, forme et espace. Bien qu'elle travaille à Paris, certains de ses projets les plus remarquables se situent en Islande. 

#### La maison Thorvardur
En 1960, fraîchement diplômée, elle construit à Reykjavik la maison Thorvardur dans la veine moderne et corbuséenne de l'après-guerre. Les façades lisses sont en béton brut enduit, les aménagements intérieurs sont également en béton auquel elle juxtapose du bois, de la brique et de la pierre, avec un salon en creux devant la cheminée et un escalier en colimaçon qui relie le salon et les chambres à l'étage supérieur à la grande piscine au rez-de-chaussée,.

#### La maison Brynjolfur
En bordure de la baie de Kopavogur, la maison Brynjolfur présente au nord des façades aveugles en béton, avec des plis et des replis abstraits, puis s'ouvre progressivement à la lumière et à la vue sur la mer. Les fonctions sont réunies dans un espace continu, des murs-écrans permettent de créer des espaces plus intimes. 

#### La maison Bakkaflöt
L'un de ses projets les plus connus, la maison Bakkaflöt (1965-1968), est considéré comme l'un des cent bâtiments les plus remarquables du XXe siècle dans « World Architecture: a Critical Mosaic ». Utilisant des techniques brutalistes de premier plan et une utilisation contemporaine du béton ainsi que des références à l'ancien patrimoine de construction islandais, la maison Bakkaflöt se fond dans son environnement. Elle est située sur un petit terrain à Garðabær et est entourée de collines artificielles, ne laissant visible que le toit plat. L'espace intérieur s'articule autour d'un salon central avec une cheminée massive sous un puits de lumière, qui fournit une lumière généreuse. Les éléments verticaux et horizontaux définissent les caractéristiques de la maison : des coins de lecture intimistes intégrés, avec des portes coulissantes en verre du sol au plafond. Le béton brut, le fer, le bois sculpté et le cuir offrent une expérience spatiale et texturale confortable et chaleureuse,,.

#### La piscine de Kopavogur
Cette piscine extérieure, alimentée par des sources chaudes est le seul bâtiment public construit par Högna Sigurðardóttir en Islande. Tenant compte du terrain en pente, elle installe la piscine dans la partie haute et aménage un parc public en contrebas. Elle prend en compte le rôle social des lieux autant que leur fonction sportive. L'entrée dans le bâtiment de béton brut s'effectue par un tunnel en briques de verre qui fait obstacle au vent. La nuit, flottant dans l'obscurité, il se veut un signal lorsqu'un éclairage puissant illumine ses parois. C'est dans cette piscine que la fille de Högna Sigurðardóttir, la réalisatrice Solveig Anspach, tourne son dernier film, L'Effet aquatique (2016).

#### La ville universitaire de Villetaneuse
Lorsque Högna Sigurðardóttir et Adrien Fainsilber, remportent en 1967 le concours de l'université de Villetaneuse, ils ont pour objectif de faire de l'université un élément structurant pour la ville. Elle est créée comme un trait d'union entre la ville ancienne et les nouvelles extensions et un lieu de rencontre et d'échange entre les étudiants et la population. 

## Appréciation et récompenses
En 1967, Högna Sigurðardóttir remporte, avec l'architecte français Adrien Fainsilber, le premier prix pour la conception de la ville universitaire à Villetaneuse, dans la banlieue nord de Paris. La couverture médiatique du prix par les journaux islandais lui a permis de se faire connaître en Islande.
En 2007, le musée d'art d'Akureyri lui décerne la médaille honorifique des arts visuels, pour sa « contribution unique à l'architecture de l'Islande » et son architecture est reconnue comme étant « plus étroitement liée au paysage islandais, à la nature et au patrimoine que l'œuvre de la plupart des architectes contemporains ».
En 2008, Högna Sigurðardóttir est élue membre honoraire de l'Association d'Islande. 
En 2010, le musée d'art de Reykjavik organise, en collaboration avec l'association des architectes islandais, une rétrospective des œuvres d'Högna Sigurðardóttir à l'occasion de son quatre-vingtième anniversaire . 
Elle meurt à Reykjavik en 2017. 
Sa famille remet ses archives : dessins d'architecture, document, lettres et photographies au musée du design et des arts appliqués de Garðabær en 2019. Une exposition y est organisée en 2022. 

## Littérature
- Révéler le contenu social: Birting Hins Felagslega Inntaks, Musée d'architecture finlandaise.  (ISBN 951-9229-76-0)